# Charles Albert Gobat
Charles-Albert Gobat (Tramelan, Suïssa, 1843 - Berna, 1914) fou un polític suís que va rebre el Premi Nobel de la Pau el 1902.

## Biografia
Va néixer el 21 de maig de 1843 a la població de Tramelan, situada al cantó de Berna. Després d'una intensa etapa d'estudiant de dret en nombroses universitats i amb excel·lents qualificacions, Gobat va ocupar diferents càrrecs polítics al llarg dels anys. Va ser diputat del Gran Consell de Berna, cap del departament de la instrucció pública, cap del departament d'interior, membre del Consell Nacional Suís, parlamentari en el Consell d'Estat del Cantó de Berna, parlamentari al Consell d'Estats de Suïssa, i secretari general de la Union interparlamentaire (o Unió Interparlamentària).

## Activisme pacifista
Va ocupar el càrrec de director del Bureau international de la paix (o Oficina Internacional per la Pau), en col·laboració amb Élie Ducommun. Ambdós reberen el Premi Nobel de la Pau el 1902 per la seva col·laboració en l'establiment de la Convenció de la Haia el 1899.
Fou un ferm defensor de l'arbitratge i de la promoció del parlamentarisme per a resoldre els conflictes, tant a nivell internacional com a nivell local (per exemple, els conflictes laborals). Va intermediar per a l'admissió d'estats no constitucionals, com Rússia, a la Unió Interparlamentària. Finalment, el 1899 se celebra una conferència d'estats a La Haia, i es conclou amb la signatura d'un reglament d'aplicació a tots els estats membres, per tal de solucionar els conflictes de manera pacífica. Les Conferències de la Haia es van repetir periòdicament al llarg dels anys i van ajudar a millorar les relacions entre les nacions.
També es va interessar per la comunicació internacional i va ser promotor de les llengües auxiliars internacionals esperanto i ido. L'octubre del 1911 va aconseguir el suport del ministre Josef Anton Schobinger (1849-1911) a la idea d'una llengua neutral de comunicació, però Schobinger es moriria al mes següent. Va ser membre del comitè d'honor del novè congrés mundial d'esperanto, que va tenir lloc a Berna el 1913. També va formar part de la Junta de l'Associació per a la creació d'una Oficina de la Llengua Universal, propera al moviment idista.
Gobat va morir el 16 de març de 1914 mentre s'efectuava una conferència de pau a Berna.